# Chronofotografie

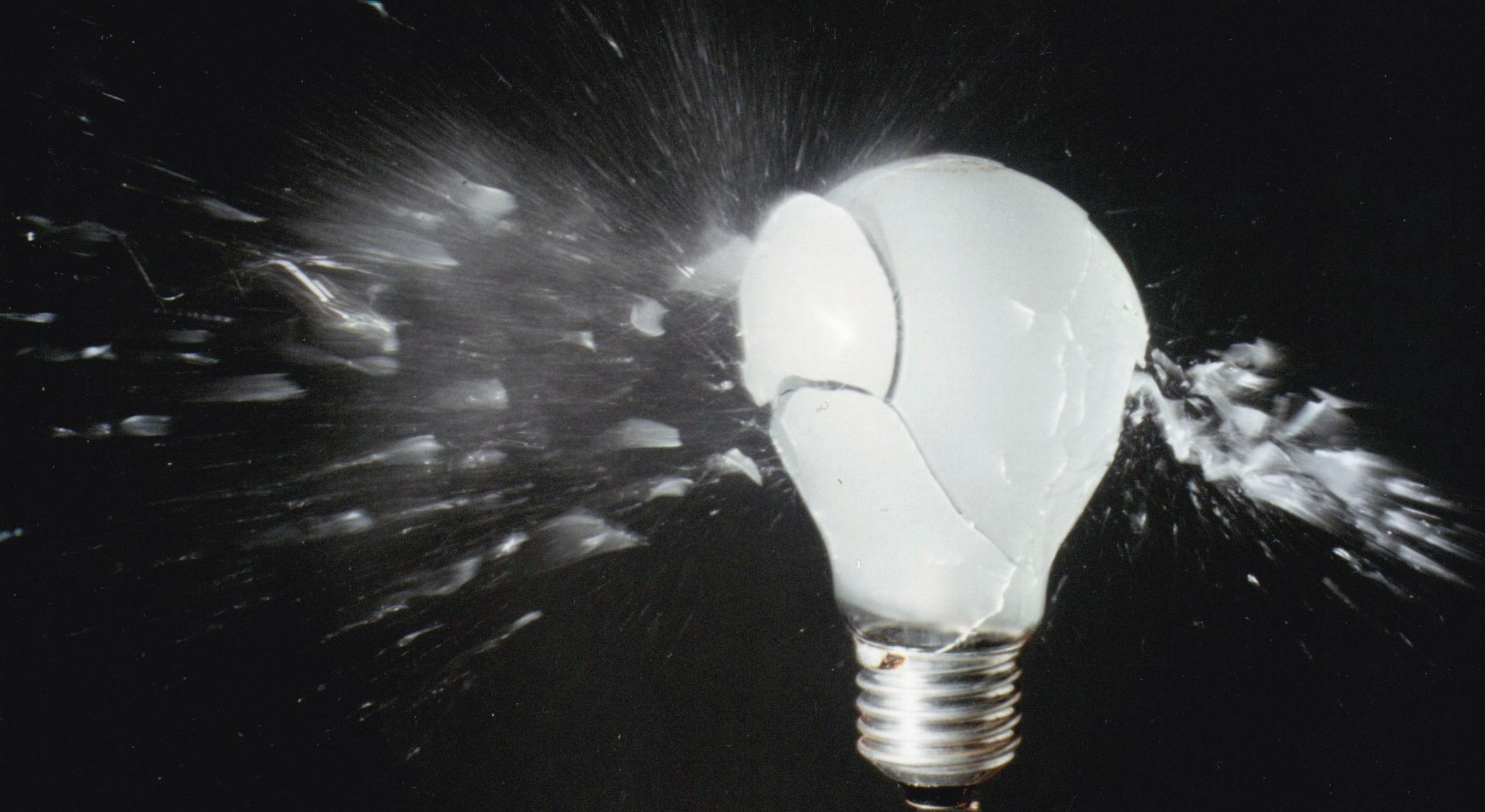
Střela ze vzduchovky rozbíjí žárovku

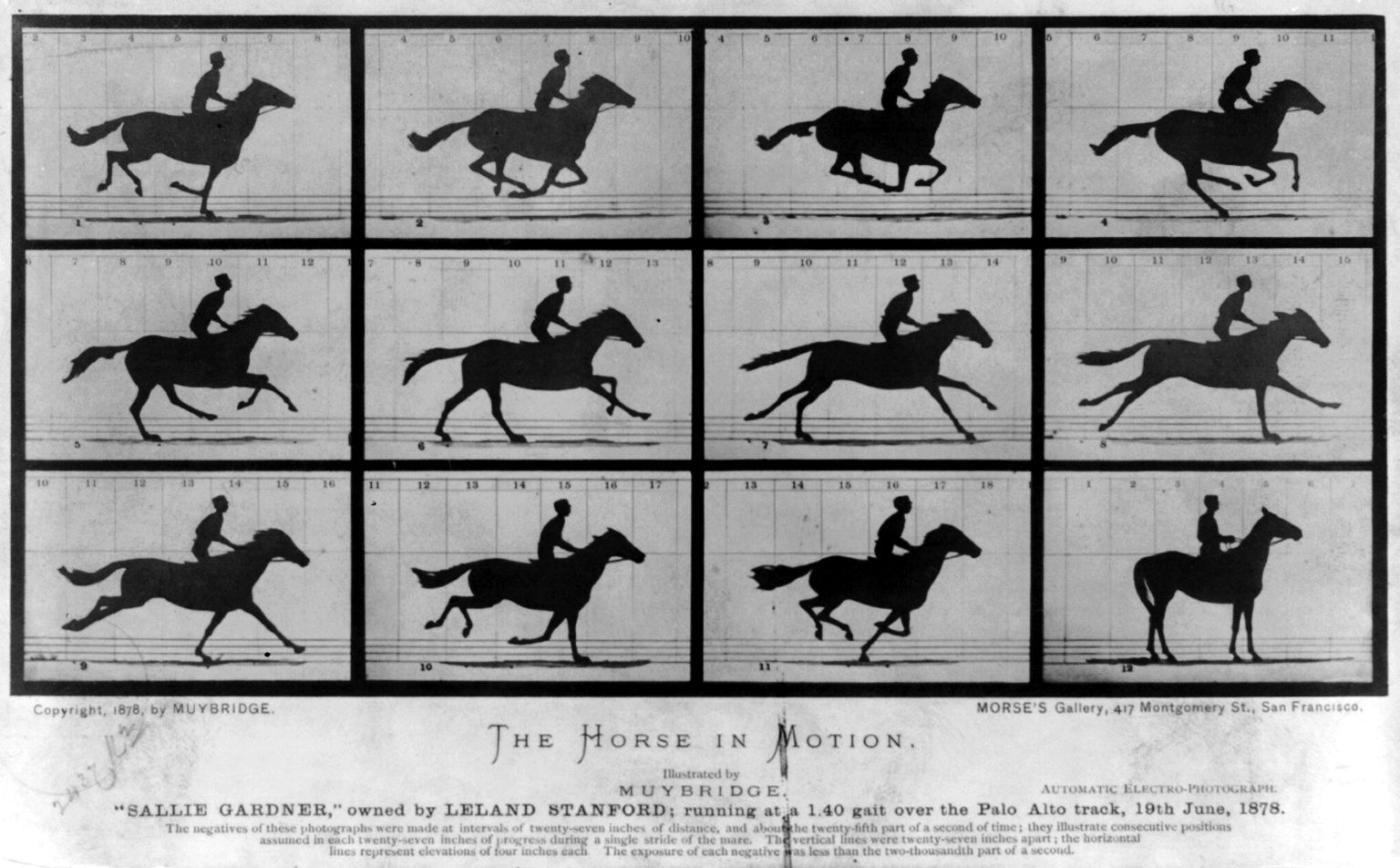
Muybridgův kůň v pohybu, cyklus Animal Locomotion 1878

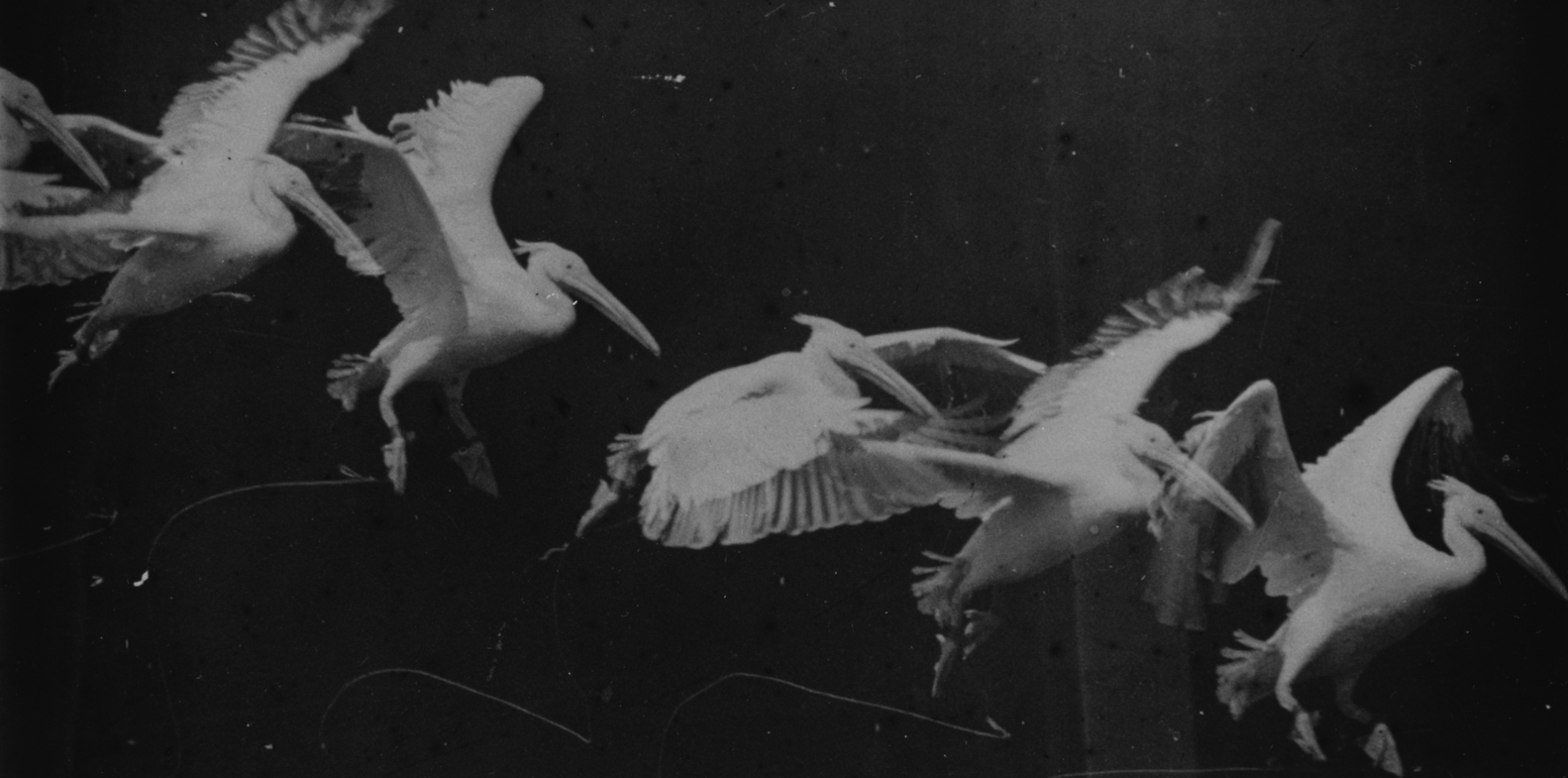
Letící pelikán, kterého zachytil Étienne-Jules Marey okolo r. 1882; nalezl cestu, jak zachytit více fází pohybu na jednu fotografii

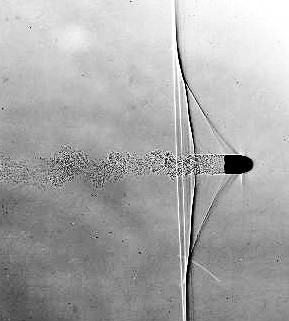
Stroboskopová fotografie jako od Harolda Edgertona, kterou pořídil student univerzity MIT Daniel Smith v roce 1962

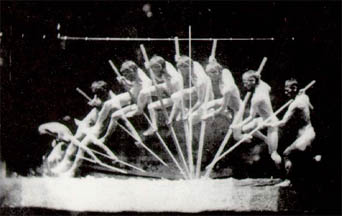
Thomas Eakins: studie lidského pohybu při skoku o tyči, 1885

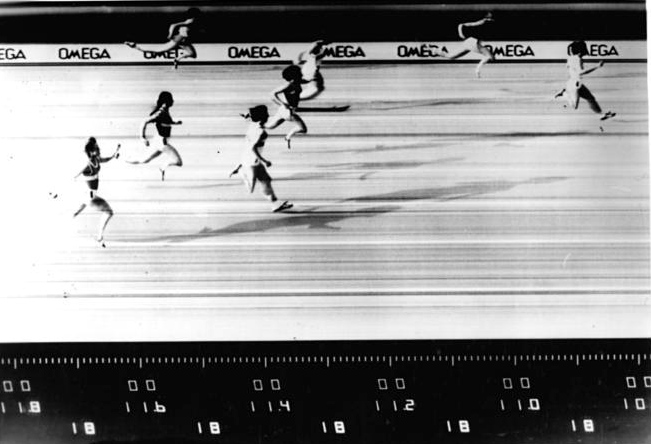
Cílová fotografie, NDR 1977

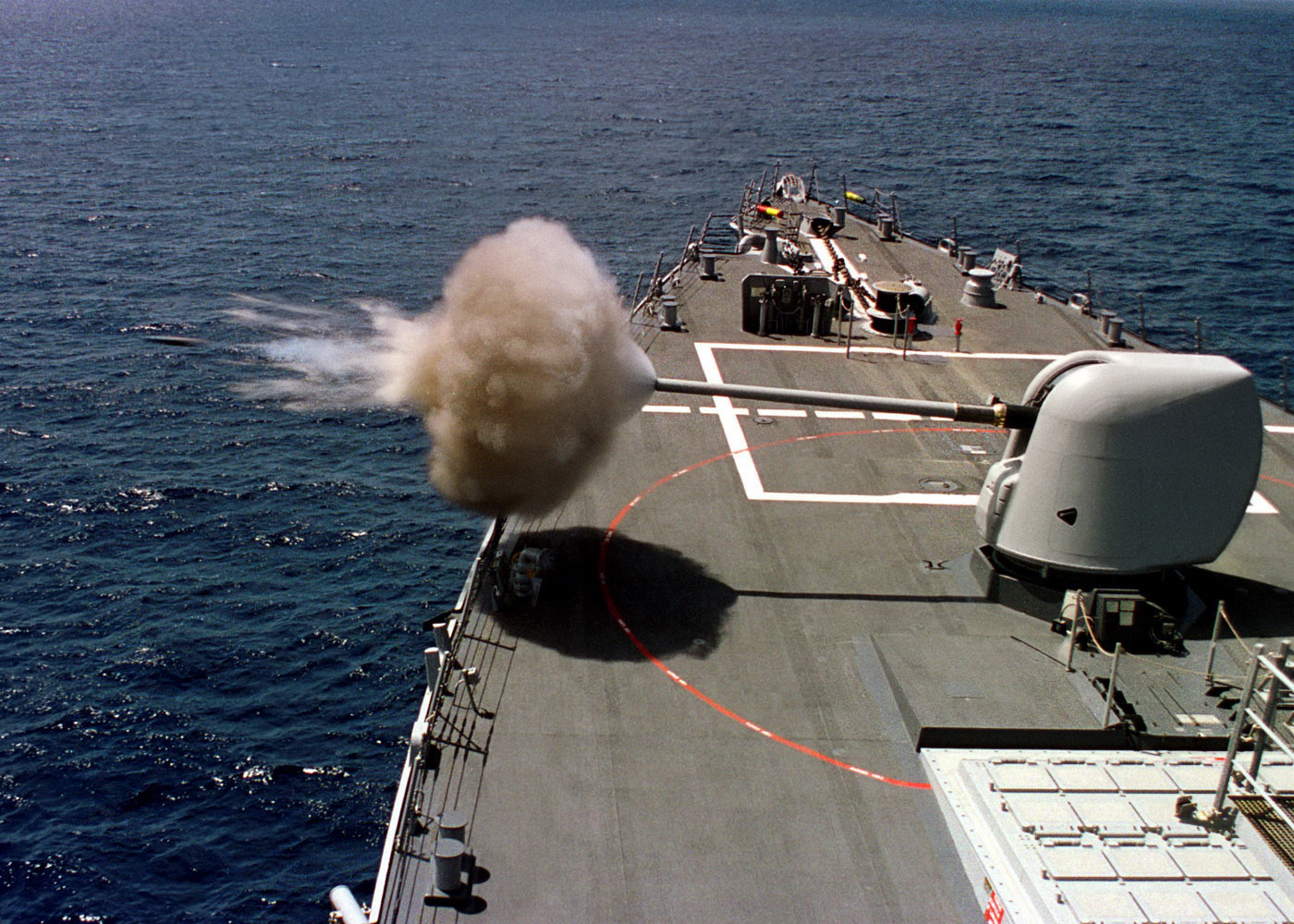
Střela bezprostředně po opuštění dělové hlavně, 1997, foto: U.S. Navy

Chronofotografie (z lat. chronicus - časový) nebo vysokorychlostní fotografie je obor fotografie, který se zabývá fotografickým záznamem rychlých pohybů, například pohybem zvířat a lidí, střelou v okamžiku nárazu do překážky, balónku v okamžiku prasknutí atp. Cílem je „zmrazit“ pohyb v jednotlivých jeho fázích, aby byl pozorovatelný pro lidské oko. Snímky zachycující letící střelu se pořizují za pomoci iniciačního zařízení synchronizujícího chod fotoaparátu a zábleskového zařízení, které disponuje speciálním čidlem reagujícím na pohyb či zvuk střely.

## Historie a vývoj
Pionýři chronofotografie vyvinuli nové metody sériového snímání, aby mohli zkoumat jednotlivé fáze pohybu. Eadweardu Muybridgovi se začal o pohyb zajímat v roce 1873 a roku 1878 se mu podařilo dokázat, že kůň v klusu má všechny 4 nohy ve vzduchu. V dřevěné budově postavil 24 fotografických přístrojů, na jeden okraj závodiště zavěsil bílý horizont a na druhý umístil v pravidelných intervalech řadu fotoaparátů. Přes dráhu položil provázky, které v okamžiku, kdy je běžící kůň přetrhl, postupně uvolnily pružinové závěrky fotoaparátů. Již tenkrát Muybridge použil expoziční doby až 1/6000 sekundy. Většinu snímků exponoval 1/1000 sekundy, na tu dobu také velmi krátkým expozičním časem.

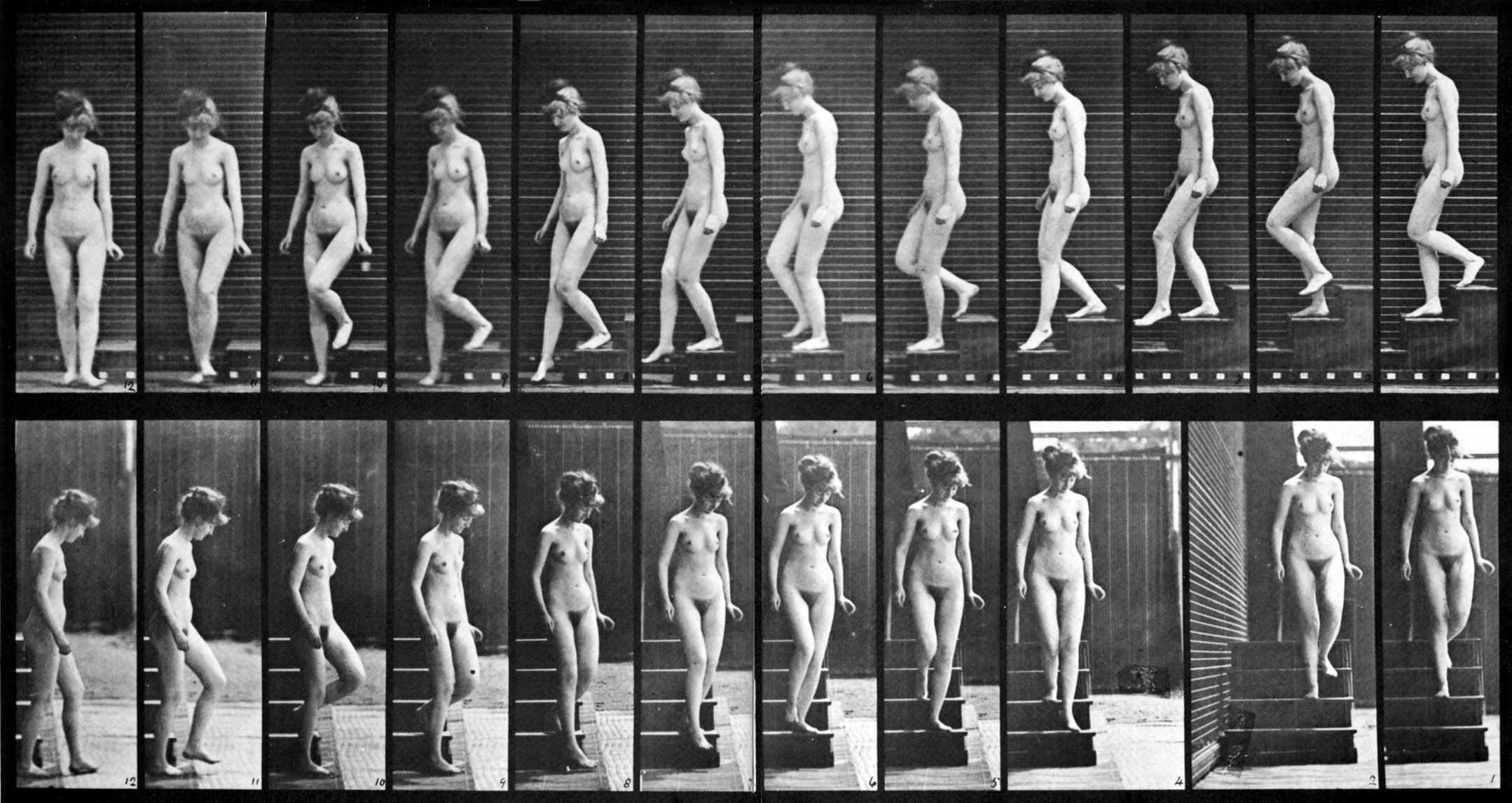
Eadweard Muybridge: chronofotografie Woman Walking Downstairs inspirovala Marcela Duchampa k vytvoření obrazu Akt sestupující se schodů v roce 1912

Chronofotografie a její znázornění pohybu lidského těla inspirovalo Marcela Duchampa k vytvoření obrazu Akt sestupující se schodů. Ten všechny fáze pohybu shrnuje do jediného estetického celku vyjadřujícího komplexnost pohybů lidského těla.
V roce 1931 vyvinul americký inženýr Harold Eugene Edgerton elektronické výbojkové světlo, se kterým vyrobil blesky o 1/500 000 sekundy, které mu umožnily vyfotografovat kulku v letu.
Tyto historické série sekvenčních obrázků byly důležitým impulsem k rozvoji „pohyblivých obrazů“ kinofilmu.
Díky technickému rozvoji závěrky fotoaparátu a filmových materiálů se rychle zlepšovaly možnosti záznamu rychlých motivů a pohybu u běžně dostupných fotoaparátů. Rychlost závěrky okolo 1/4000 sekundy jsou dnes obvyklé u klasických i digitálních zrcadlovek. Fotografujeme-li ještě kratším časem než 1/4000 sekundy, pak hovoříme o fotografii s velmi krátkým časem.
Většina moderních fotoaparátů umožňuje expozice s rychlostmi závěrky až do 1/1 000 sekundy. Kratší čas expozice může být docílen osvícením předmětu krátkým světelným bleskem. S pomocí stroboskopových světel lze na podobném principu zaznamenávat pohybové fáze, jedná se o tzv. vícenásobné osvícení. Použitím takové řady blesků mohou být postupná stádia pohybu objektu, jakým je například letící pták, zaznamenána na jedno filmové políčko. Synchronizace blesku a pohybujícího se objektu se dosahuje použitím fotobuňky na spoušť výbojkového světla. Fotobuňka je nastavena tak, aby byla osvětlena paprskem světla, jež je přerušeno rychle se pohybujícím objektem, jakmile se tento dostane do zorného pole fotopřístroje.
Dříve byly vyvíjeny vysokorychlostní elektrooptické a magnetooptické závěrky, které umožňovaly dobu expozice snížit až na několik miliardtin sekundy. Oba typy závěrek využívaly faktu, že polarizační rovina polarizovaného světla je v určitých materiálech otočena pod vlivem elektrického nebo magnetického pole. Magnetooptická závěrka je sestavena ze skleněného válce umístěného uvnitř cívky. Polarizační filtr je vložen na každou stranu skleněného válce. Oba filtry jsou překříženy a světlo prošlé prvním filtrem se zpolarizuje a je zastaveno filtrem druhým. Pokud cívkou projde krátký elektrický puls, polarizační rovina světla ve skleněném válci se otočí a světlo může systémem proniknout.
Elektrooptická závěrka, vyrobená podobným způsobem, se skládá z buňky se dvěma elektrodami, která je naplněna nitrobenzenem a umístěná mezi zkřížené polarizační filtry. Polarizační rovina uvnitř kapaliny je otáčena krátkým elektrickým pulsem na elektrodách. Elektrooptické závěrky byly například použity při fotografování posloupnosti událostí během výbuchu atomové bomby.
Velmi rychlý pohyb může být studován i rychloběžnou kinematografií. Běžné techniky, ve kterých jednotlivé statické fotografie vytvářejí rychlou sekvenci, umožňují maximální rychlost 500 okének za sekundu. Pokud film zůstane stacionární a použije se vysokorotační (až 5 000 otáček za sekundu) zrcadlový sektor, který pohybuje obrázky nad filmem v sekvenčním sledu, mohou být dosaženy rychlosti milion obrázků za sekundu. Pro extrémně vysoké rychlosti jako miliarda obrázků za sekundu se upouští od klasických optických technik a pro expozice se použijí katodové paprskové trubice.
Vysokorychlostního snímání se využívá ve sportovní cílové fotografii, kde digitální fotoaparáty dosahují časů v rozmezí od 1/2500 s do 1/10000 s.

## Galerie

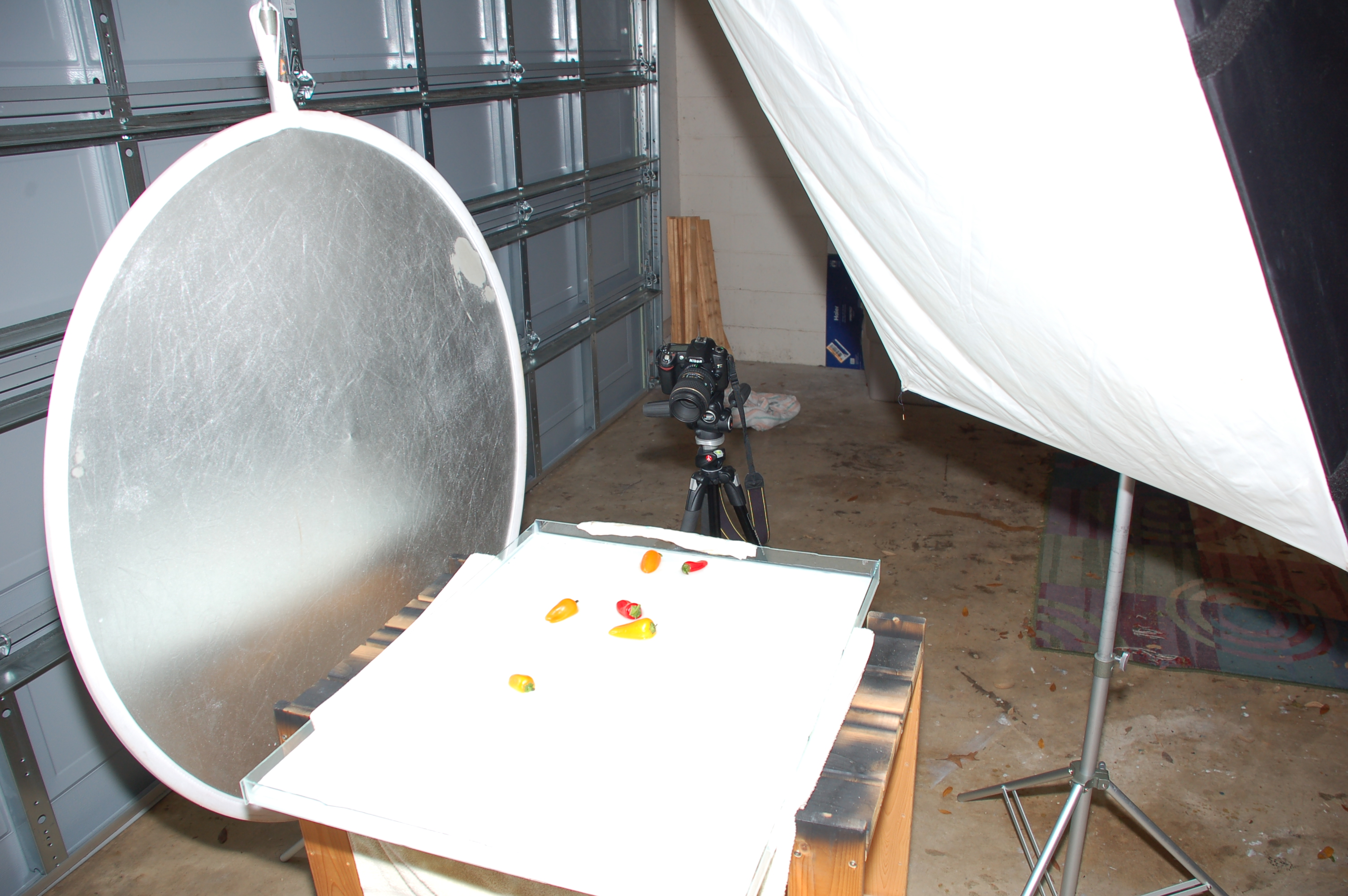
Nastavní prvků ve fotografickém studiu pro pořízení efektů vpravo, základem je skleněná deska uzpůsobená jako malý bazén s okraji, která je ze spodní strany natřená bílou barvou
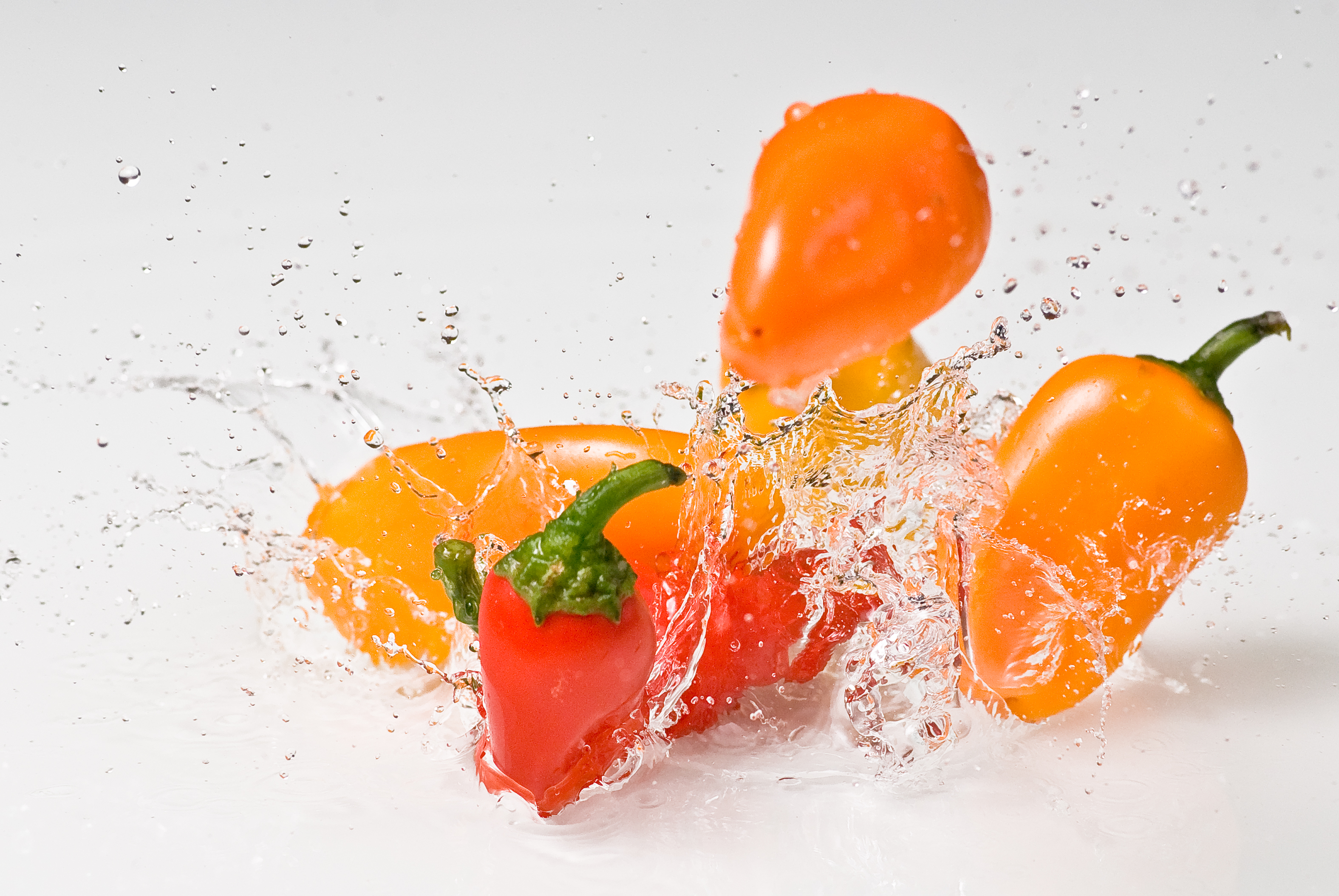
Výsledný snímek z předchozí konfigurace
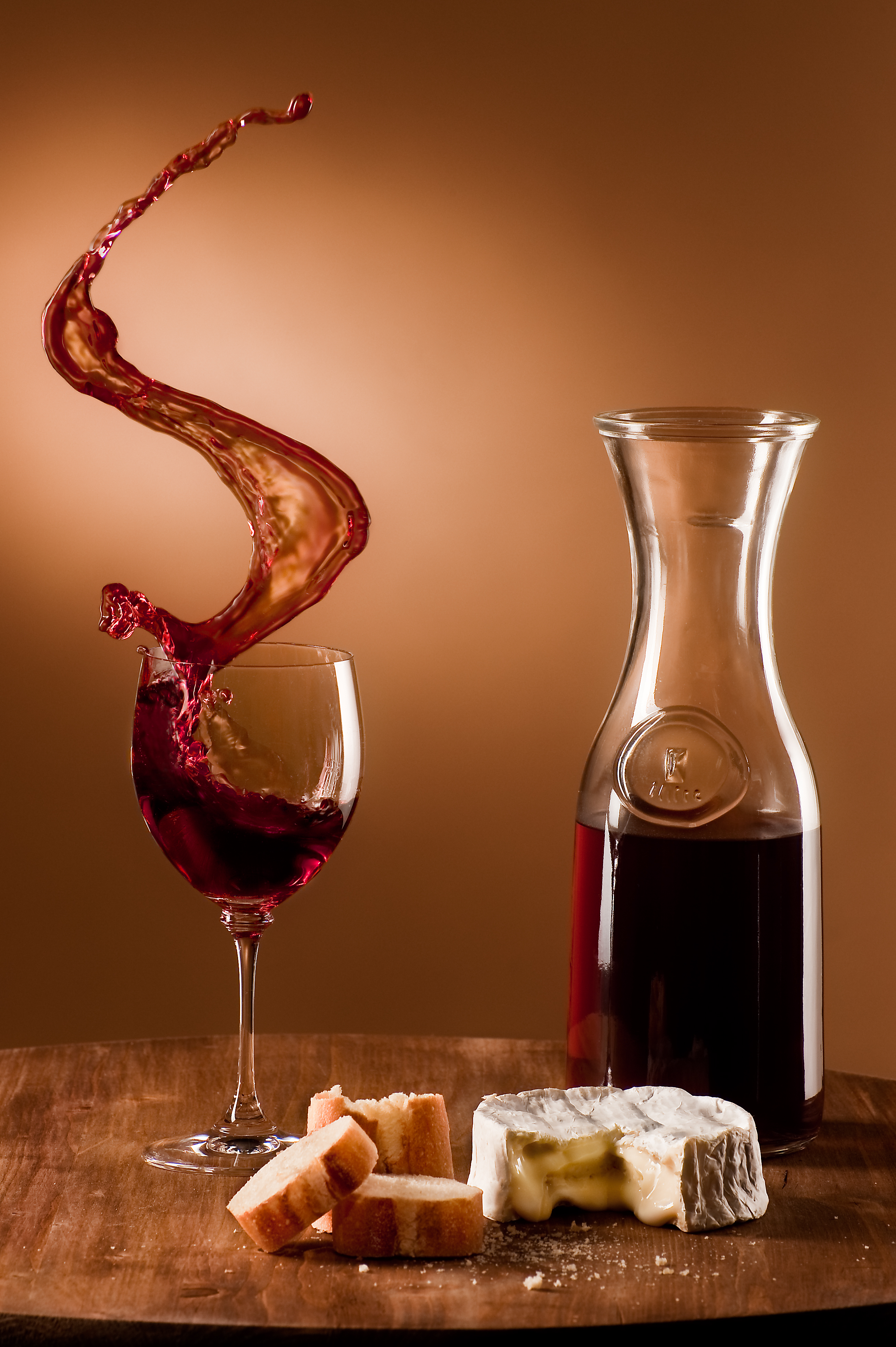
Studiová fotografie z ateliéru společnosti Studiocommunity vytvořená bez použití fotomontáže. Všechny objekty jsou připevněné na desce, která byla prudce strčena do strany, takže se víno vylilo ze sklenice. Karafa vpravo je naplněna želatinou vínové barvy.

## Pionýři vysokorychlostní fotografie
- Eadweard Muybridge (1830 – 1904) – průkopník chronofotografie
- Étienne-Jules Marey (1860 - 1904) – francouzský lékař, fyziolog a fotograf série Muž, který sesedá z kola (1890 - 1895) - vynálezce chronofotografické pušky.
- August (1862 – 1954) a Luis (1864 – 1948) Lumièrové vyvinuli roku 1895 kinematograf (z řečtiny pohyblivý zapisovač).
- Harold Eugene Edgerton (1903 – 1990) – významný americký inženýr, vynálezce stroboskopu a pionýr vysokorychlostní chronofotografie.
- Ottomar Anschütz (1846 – 1907) – německý vynálezce a chronofotograf.
- Ernst Kohlrausch (1850–1923) – sportovní výzkumník a pionýr filmu.
- Thomas Eakins (1844 – 1916) – americký malíř, fotograf a sochař.
- Anton Giulio Bragaglia – pionýr italské futuristické fotografie.
- Jean-Martin Charcot (1825 - 1893) – Pařížský neurolog.

### Česky
- Videoklipy od E. Muybridge na videomix.cz[nedostupný zdroj]

### Anglicky
- Tesseract, experimentální film o příběhu Eadwearda Muybridge, 20 min.

### Německy
- https://web.archive.org/web/20070928003820/http://mnd-w1.fh-friedberg.de/wpfoto/pdf/Hochgeschwindigkeit.pdf
- Frozen Reality - Website mit Hochgeschwindigkeitsaufnahmen z.B. eines platzenden Luftballons
- http://www.emi.fraunhofer.de/Abteilungen/ExperimentelleBallistik/Abteilungsseiten/Ausstattung/Ausstattung.html
- mak-bildtechnik.de
- Hochgeschwindigkeits-Videos, aus Bereichen Forschung, Waffen, Show etc.

Galerie:
- Kapky vody na dropography.de
- Kapky vody na naturlichtbild.de
- Galerie highspeed_frame Archivováno 15. 9. 2008 na Wayback Machine.